# Уилки, Роберт
Роберт Леон Уилки-младший (англ. Robert Leon Wilkie Jr.; род. 2 августа 1962) — американский юрист и государственный служащий, министр по делам ветеранов США (2018—2021).

## Биография
Проходил обучение в Университете Уэйк-Форест в Северной Каролине. В 1988 г. он окончил Школу права Университета Лойолы в Новом Орлеане, получил степень магистра в Центре права Джорджтаунского университета в Вашингтоне.
Советник сенатора Джесси Хелмса и конгрессмена Дэвида Фандерберка (штат Северная Каролина). С 1997 г. работал советником лидера сенатского большинства Трента Лотта.
Уилки был специальным помощником президента по делам национальной безопасности и старшим директором Совета национальной безопасности, где он занимал должность старшего советника по вопросам политики тогдашнего советника по национальной безопасности Кондолизы Райс, а также ее преемника, Стивена Хэдли.
Помощник министра обороны по законодательным вопросам с 2006 по 2009 гг.
Заместитель министра обороны по кадрам и боевой готовности с 2017 г., до назначения на эту должность — старший советник сенатора Тома Тиллиса.
После отставки Дэвида Шулкина стал исполняющим обязанности министра по делам ветеранов США с 28 марта 2018. 18 мая 2018 года был официально выдвинут на эту должность президентом Дональдом Трампом. 23 июля 2018 года состоялось голосование по данной кандидатуре в Сенате США: 86 сенаторов высказались „за“, 9 — „против“. 24 июля 2018 года Конгресс окончательно утвердил его в должности министра.
Живет в Арлингтоне, штат Вирджиния, с женой и двумя детьми.